# Kathedraal Saint-Sacerdos van Sarlat

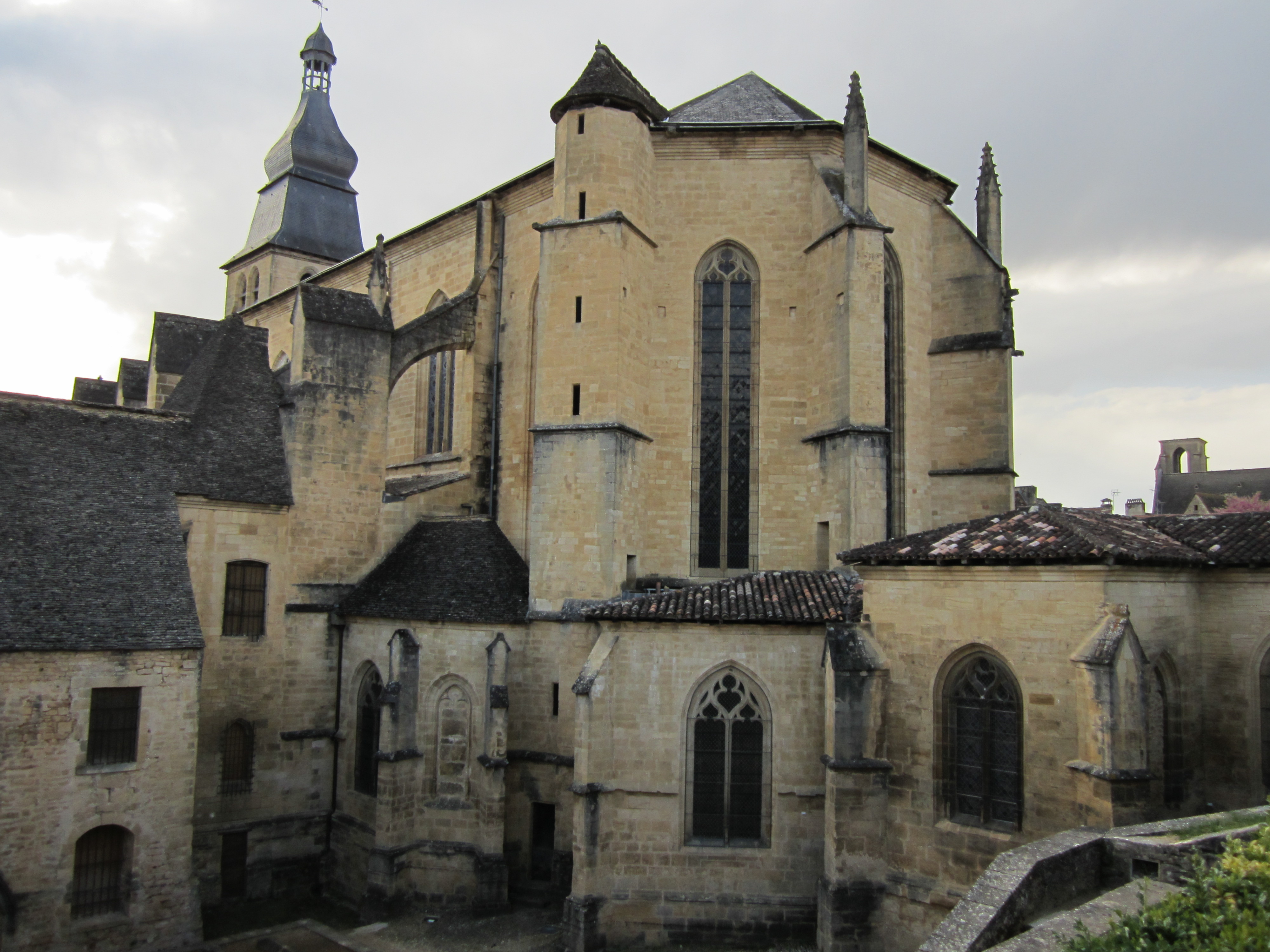
Sint-Sacerdoskathedraal

De Sint-Sacerdoskathedraal is een voormalige abdijkerk in Sarlat in de Franse gemeente Sarlat-la-Canéda. Het is de co-kathedraal van het bisdom Périgueux. In 1317 werd het bisdom Sarlat opgericht en de kerk van de benedictijnerabdij van Sarlat werd kathedraal van het nieuwe bisdom. 
De kerk kende verschillende bouwfasen. De toren is romaans en dateert uit de 12e eeuw, maar bevat toevoegingen uit de 17e en 18e eeuw. Het kerkgebouw is gotisch.
De patroonheilige van de kathedraal is Sacerdos van Limoges, wiens relikwieën in de middeleeuwen aan de kathedraal werden geschonken. Deze verdwenen tijdens de godsdienstoorlogen.